# RoboSapien V2
O RoboSapien V2 é a próxima geração do popular robot RoboSapien, criado por Mark Tilden. É quase o dobro do tamanho do robot original, o RoboSapien, e em vez dos grunhidos do modelo anterior, o RoboSapien V2 pode dizer uma lista razoavelmente grande de frases pré-gravadas. Tem sensores de reconhecimento de infravermelhos e de cores, sensores de aperto nas mãos, sensores de toque ou contacto nas mãos e nos pés e sensores de som. Para permitir o seu movimento, o RoboSapien V2 tem cintura, ombros e mãos articulados, o que lhe confere uma grande variedade de animações de corpo impressionantes.

## Requisitos de Bateria
O RoboSapien V2 requer 6 pilhas D e 4 pilhas AAA, separadas pelos compartimentos dos dois pés do robot. O controlo remoto necessita de 3 pilhas AAA adicionais.

## Características
O RoboSapien V2 possui as seguintes características:
- Sensores de visão infravermelhos para evitar o choque com obstáculos e para detectar objectos a longo alcance.
- Câmara com sensor de reconhecimento de cores básico para detectar tanto objectos de cores primárias, como tons de pele. A câmara é usada para detectar a sua bola de bowling verde, os pinos vermelhos do bowling e a presença de um ser humano.
- Sensores de som para detectar sons de alto volume.
- Sensores de aperto em ambas as mãos para descobrir quando um objecto foi agarrado ou escolhido com sucesso.
- Pés, mãos, braços e ombros controláveis individualmente, com um extenso leque de movimentos de corpo controlados remotamente, bem como um conjunto de sequências de movimento (animações) armazenadas.

### Adicionais
O RoboSapien V2 vem incorporado com um conjunto de falas engraçadas e animações que podem ser activadas a partir do controlo remoto. Os comportamentos do costume estão integrados, como o arroto e a flatulência, bem como a famosa frase do robot de Lost in Space, “Danger, Will Robinson!” (Cuidado, Will Robinson!) e muitas outras piadas curtas.
Grande parte do comportamento do RoboSapien V2 pode ser deduzido pelo piscar dos seus olhos, que muda à medida que o robot altera os seus modos.
O robot pode ainda seguir um laser projectado no chão ou uma parede com o controlo remoto.

## Comportamentos Autónomos
- Em condições próprias de iluminação, pode seguir objectos e reagir à presença de objectos que se encontrem perto da sua cara.
- Quando reconhece um pino vermelho de bowling, irá pedir ao indivíduo que o coloque na sua mão. Depois, ele irá tentar encontrar mais pinos de bowling directamente à sua frente, e se os encontrar, colocará o pino que traz na sua mão junto aos que acabou de encontrar.
- Ele pode jogar bowling com a sua bola verde e os pinos vermelhos de bowling.
- Ele dirá frases para cada um dos seus comportamentos autónomos. Por exemplo, se é retirado do seu campo de visão o objecto que ele estava a seguir, ele dirá “Where did it go?” (Para onde é que ele foi?) ou “Sinal Lost!” (Sinal Perdido!). Quando se coloca um pino vermelho de bowling na sua mão, ele irá dizer “These belong to the floor!” (Estes deviam estar no chão!).
- Possui também um Modo Livre, no qual explorará o que o rodeia, evitando obstáculos com os seus sensores infravermelhos.
- Reage a barulhos que ocorram no local onde se encontra.
- Se se iniciar a sequência a partir do controlo remoto, ele irá interagir com os robôs Robopet e Roboraptor por um curto período de tempo, dando-lhes comandos e fazendo gestos engraçados.

## Ver Também
- RoboSapien
- Roboraptor
- Mark Tilden
- Robótica BEAM